# Reacție Wittig
Reacția Wittig este o reacție chimică ce are loc între o aldehidă sau o cetonă și o fosforilidă trifenilică (adesea denumită reactiv Wittig), prin care se obține o alchenă și oxid de trifenifosfină.
Reacția Wittig a fost descoperită în 1954 de către Georg Wittig, pentru care i-a și fost oferit Premiul Nobel pentru Chimie în 1979. Este folosită pe larg în sinteza organică pentru obținerea anumitor alchene care au poziția legăturii duble bine precizată.

## Reactivii Wittig

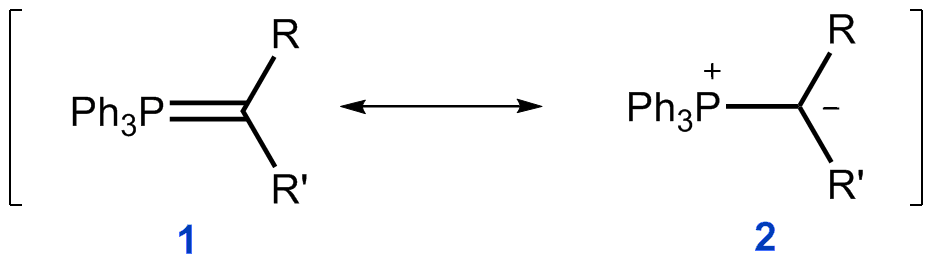
Structura fosforilidelor